# Шишаев, Роман Лукьянович
Роман Лукьянович Шишаев (1886 — после 1918) — эсер-боевик, делегат Всероссийского Учредительного собрания.

## Биография
Роман Шишаев родился в 1886 году в семье крестьянина Лукьяна Шишаева. Свой трудовой путь он начал с работы электротехником в Одессе. Изначально Роман Шишаев по взглядам был близок к анархистам; с 1904 года продолжил свою революционную деятельность уже как эсер-боевик. В 1913 году Роман Лукьянович по решению суда был сослан.
После Февральской революции Шишаев был избран делегатом II-го Всероссийского съезда крестьянских депутатов, депутатом уездного Совета крестьянских депутатов, член исполкома Гомельского Совета рабочих и солдатских депутатов, а также гласным Мстиславльской городской думы. В 1917-м же году он избрался в члены Учредительного собрания по Могилёвскому избирательному округу от эсеров и Совета крестьянских депутатов (список № 1). 5 января 1918 года Роман Лукьянович стал участников знаменитого заседания-разгона Собрания.
В дальнейшем следы Шишаева теряются: в списках КОМУЧа его не обнаружено, его роль в Гражданской войне не ясна.